# Allt det vackra
Allt det vackra var namnet på den svenska sommarturnén som artisten Benjamin Ingrosso åkte ut på sommaren 2023. Ingrossos första riktiga sommarturné och den första turnén med sitt nya skivbolag och management. Turnén blev superhyllad och sändes den 29 december samma år i TV4. Den konsert som visades var spelningen i Dalhalla.

## Medverkande
- Benjamin Ingrosso, sång, piano, gitarr, kapellmästare
- Viktor Olsén, piano, keyboard, kapellmästare
- Gustav Jonsson, gitarr, elgitarr
- Andreas Roos, trummor
- Mats Sandahl, elbas
- Peter Zimny, saxofon
- Axel Fagerberg, slagverk
- Agnes Grahn, trumpet, sång, gitarr

## Låtlista
Eftersom Ingrosso spelade både på festivaler och egna konserter så hade han två setlists. På flertal konserter sjöngs även Ingrossos låtar Hej Sofia och Jag är en astronaut då publiken haft skyltar med denna fråga. På Dalhalla spelade Ingrosso utöver sitt band med en orkester under ledning av Erik Arvinder. Där framförde Benjamin även låten Wild World, skriven av Cat Stevens som Ingrosso framförde på Polarprisets gala tidigare samma år. När Ingrosso spelade på Skansen öppnade Ingrossos mor Pernilla Wahlgren med Stockholm i mitt hjärta då Wahlgren leder Allsång på Skansen. Senare under kvällen gästade Oskar Linnros och tillsammans körde Ingrosso och Linnros Från och med Du. 

### Egna
1. Better Days (Vid den här tiden osläppt)
2. Dancing on a Sunny Day
3. Tror du att han bryr sig
4. I min lägenhet
5. Se men inte röra
6. Heart of Glass
7. Dance You Off
8. Honey Boy (Give Me Something) (Vid den här tiden osläppt)
9. I'll Be Fine Somehow
10. Det stora röda huset
11. I Had It All and Let It Go
12. Långsamt farväl
13. Afterlife
14. Barnasinnet
15. Smile
16. Queens
17. Tänd alla ljus
18. All Night Long (All Night)
19. Allt det vackra

## Turneplan
- 2 juni – Brännbollsyran, Umeå
- 9 juni – Neon Festival, Trondheim
- 10 juni – Liseberg, Göteborg
- 28 juni – Lokverkstan, Motala
- 30 juni – Kirunafestivalen, Kiruna
- 1 juli – Summertime Music & Life Festival, Skellefteå
- 2 juli – Höga Kusten, Naturscen Skuleberget
- 7 juli - South Ocean Festival, Malmö
- 8 juli – Latitud 57, Oskarshamn
- 12 juli – Slottsfjell, Tønsberg
- 14 juli- Bayside Festival, Helsingborg
- 15 juli - Bruket i Wiared, Borås
- 25 juli – Stora Gåsemora Gård, Fårö
- 26 juli - Stora Gåsemora Gård, Fårö
- 28 juli – Storsjöyran, Östersund
- 29 juli – Hugo Parkfestival, Norrköping
- 1 augusti - Hotel Tylösand, Halmstad
- 2 augusti – Hotel Tylösand, Halmstad
- 3 augusti - Borgholms Slottsruin, Öland
- 4 augusti – Karlskrona Skärgårdsfest, Karlskrona
- 5 augusti – Arvika Hamnfest, Arvika
- 11 augusti - Dalhalla, Rättvik
- 12 augusti – Skansen, Stockholm
- 13 augusti - Malmöfestivalen, Malmö
- 18 augusti – Gustavsvik, Örebro
- 19 augusti - Läckö Slott - Lidköping
- 1 september - Åhaga, Borås
- 2 september – Huskvarna Folkets Park, Huskvarna
- 9 september – Bonfire Festival, Linköping
- 15 september - Gröna Lund, Stockholm